# Барселонське графство
Барсело́нське гра́фство (кат. Comtat de Barcelona, ісп. Condado de Barcelona, фр. Comté de Barcelone) — графство на території сучасної автономної області Каталонія в Іспанії, яке існувало з 801 року (відвоювання Барселони у арабів) до 1162 року (початок правління першого арагонського короля Альфонса ІІ Арагонського, продовжувача роду графів Барселони).

## Від вестготів до одного з графств Іспанської Марки

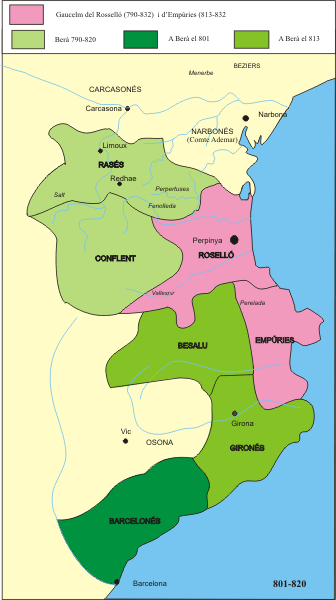
Володіння Бери, графа Барселони і маркіза Готії (801-820), графа Жирони і Базалу (812-820) та графа Розаса і Кунфлену (790-820)

Територія, що увійшла до складу графства, з 418 року входила до складу Вестготського королівства. Приблизно у 720 вона була завойована арабами (маврами). Після мусульманського завоювання Іберійського півострова цією територією управляли за допомогою військових гарнізонів, встановлених у містах Барселона, Жирона та Льєйда.
778 року Карл Великий захопив північно-східну частину Іберійського півострова за підтримки місцевих горян, але у 781 ця територія була знову зайнята арабами (при цьому в битві у Ронсевальській ущелині загинув Роланд, якого потім прославили у знаменитій «Пісні про Роланда»).
785 року франки завоювали Жирону, а 801 року армія графа Тулузи Ґійома Желонського завоювала Барселону. До 811 року територія, відвойована в арабів, стала частиною Іспанської марки, яка складалася з графств, залежних від Каролінзької імперії.
Столицею усієї Іспанської марки та Барселонського графства було місто Барселона.

## Від Іспанської марки до незалежності каталонських земель
Спочатку правителями Іспанської марки були представники місцевої знаті (зазвичай вестготського походження), але через їхнє бажання бути незалежними від каролінгів землі було роздано графам франкського походження. Не зважаючи на це, залежність каталонських графів від франкської держави поступово слабшала.
Граф Вільфред I Волохатий зміг об'єднати кілька графств на території сучасної Каталонії. Після смерті Вільфреда Волохатого у 897 р. його володіння було розділено між синами, та все ж їхнє «ядро», до якого входили графства Барселона, Жирона та Бік (або Вік), залишилося неподіленим. Графи Барселони мали найбільше влади у регіоні. Навколо цього ядра в майбутньому і утворилася Каталонія.
Протягом X ст. графи Барселони підсилили свою політичну владу. У 985 р. Барселона була розграбована еміром Кордови Аль-Мансуром. Граф Барселони Боррель ІІ відправив абата з монастиря Сан-Кугат у сучасному містечку Сан-Кугат-дал-Бальєс Еда по допомогу до короля Західнофранкського королівства Лотара, але допомоги так і не дочекався, що дало привід Боррелю ІІ в 988 році відмовитися скласти присягу новому королеві Гуго Капету. Каталонія de facto стала незалежною від Західнофранкського королівства.

## Від незалежності до династичного союзу з Арагоном
Наступник Борреля ІІ, Рамон Боррель I, був вимушений прийняти протекторат мусульманського емірату Льєйди, правителеві якого він платив данину.
На початку XI ст. граф Баренгер Рамон I, що управляв графством під опікою своєї матері Ермезінди, ввів в графстві вестготській правовий кодекс Liber Iudiciorum.
Його син, граф Рамон-Берангер I був вимушений боротися проти Ермезінди, яка жила у Жироні. При його правлінні правителі сусідніх мусульманських держав платили йому данину. Завдяки вдалим шлюбам Рамон Баранґе І розширив свої володіння, отримавши території на північ від Піренеїв.
Після смерті Рамона Баранґе І йому успадковували двоє синів-близнюків від другого шлюбу: Баранґе Рамон II і Рамон Баранґе II, що позділили владу в графстві. В 1082 Рамон Баранґе ІІ загинув на полюванні, у його смерті стали підозрювали брата. 1096 року Баранґе Рамон ІІ був звинувачений у вбивстві свого брата королем Кастилії і Леону Альфонсо VI, що відправив проти нього свою армію. Баранґе Рамона ІІ було розбито, а графом оголосили його небожа (сина убитого брата), Рамона-Беренгара III. Сам же Беренгар-Рамон ІІ відправився на прощу до Єрусалима, де він помер.
Новий граф Рамон Беренгар ІІІ завдяки династичним шлюбам зміг істотно розширити свої володіння. 1111 року він успадкував Безалуське графство, 1117 року Сарданське графство (або Сердань). Третій шлюб з Дульсою Прованською дозволив Рамонові Баранґе ІІІ отримати контроль над графствами Провансом та Жеводан, через що він був вимушений вести суперечку з графами Тулузи. У 1123 р. його сюзеренітет визнав граф Ампуріаса. Також граф Рамон прагнув розширити свої володіння і за рахунок мусульман. У 1106 р. спільно з графом Уржеля він захопив місто Балаґе. У 1115 р. за сприяння пізанського флоту Рамон Баранґе ІІІ захопив Майорку, але за рік втратив її, оскільки острів був захоплений альморавідами. Також він у різні роки робив невдалі спроби захопити Льєйду, Туртозу та Валенсію. У 1114 р. армія з Валенсії під командуванням ібн Аль-Хаджи пограбувала всю Каталонію, але за рік Рамон Баранґе ІІІ розбив альморавідів в ущелині Мартурель.

## Династичний союз з Арагоном
Див. також Арагонське королівство.
Рамон Баранґе III помер у 1131 р., поділивши свої володіння між синами. Землі на південь від Піренеїв (графство Барселона) отримав Рамон-Беренгер IV, а землі на північ від Піренеїв (Прованс) відійшли Баранґе Рамону.
Новий граф Барселони направив усі свої сили на захоплення володінь сусідніх мусульманських держав. До 1150 р. він захопив усі землі на північ від р. Ебро. Ні північ від Піренеїв Рамон Баранґе IV надавав підтримку братові, який боровся за Прованс проти роду Буа та графа Тулузи.
У 1150 р. Рамон Баранґе IV одружився зі спадкоємицею Арагонського королівства Петронілою, що поклало початок об'єднанню Барселони з Арагоном. Рамон Баранґе IV помер у 1162 р.
Землі на Іберійському півострові (окрім Сарданьї) отримав старший син Альфонс II Арагонський, який став першим королем об'єднаної держави Арагону та Барселони у 1162 р. Землі на північ від Піренеїв та графство Сарданья дісталися молодшому синові Петрові.
11 травня 1258 р. Корбейським договором між королем Франції Людовіком IX Святим та королем Арагону і графом Барселони Хайме I Завойовником було підтверджено незалежність Барселонського графства від Франції. Королі Арагона мали титул графів Барселонських до об'єднання Арагонського королівства з Кастилією у 1469 р.
Титул графа Барселонського мав батько  короля Іспанії Хуана Карлоса I — Хуан де Бурбон.